# Lobochilotes
Lobochilotes is een monotypisch geslacht van straalvinnige vissen uit de familie van de cichliden (Cichlidae).

## Soort
- Lobochilotes labiatus (Boulenger, 1898)